# Zemen
Zemen (en búlgaro: Земен) es una ciudad de Bulgaria en la provincia de Pernik.

## Geografía
Se encuentra a una altitud de 667 m s. n. m. a 81 km de la capital nacional, Sofía.

## Demografía
Según estimación 2012 contaba con una población de 1 424 habitantes.
|         | 2004  | 2005  | 2006  | 2007  | 2008  | 2009  | 2010  | 2011  |
| Mujeres | 1 051 | 1 023 | 1 000 | 1 016 | 980   | 961   | 951   | 834   |
| Varones | 995   | 969   | 942   | 957   | 932   | 903   | 883   | 822   |
| Total   | 2 046 | 1 992 | 1 942 | 1 973 | 1 912 | 1 864 | 1 834 | 1 656 |